# Campo La Cira Infantas
Campo La Cira Infantas está Ubicado a 22 kilómetros del distrito colombiano de Barrancabermeja en el corregimiento El Centro.

Mapa de Colombia (región Andina)

Es el campo petrolero más antiguo del país gracias a su descubrimiento en el año 1918, a través de la Concesión de Mares (concesión que a su vez fue otorgada a la Tropical Oil Company-TROCO), con la perforación del pozo Infantas 2, en 1939 alcanzó la producción más alta de su historia con 64.971 barriles de petróleo diarios.
El 25 de agosto de 1951 finaliza la Concesión de Mares, dando paso al nacimiento de la Empresa Colombiana de Petróleos ECOPETROL.

## Proyecto La Cira-Infantas (LCI)
Este nuevo acuerdo hace parte del contrato de colaboración empresarial suscrito entre ECOPETROL y Occidental Andina LLC (OXY) en 2005, que ha permitido incrementar la producción de La Cira-Infantas desde 5.000 barriles por día, a más de 40 mil en 2015.